# Maison d'Adam
La maison d'Adam, également appelée maison d'Adam et Ève ou de l'Arbre-de-Vie, est une maison à colombages située au cœur de la ville d'Angers, au croisement de la rue Montault et de la place Sainte-Croix, juste derrière la cathédrale. C'est un des témoignages architecturaux du patrimoine médiéval existant encore de nos jours, puisqu'elle fut construite vers 1491. Elle accueille aujourd'hui la Maison des artisans d'Angers.

## Localisation
La maison est située place Sainte-Croix, juste derrière le chevet du chœur de la cathédrale d'Angers. C'est, à l'époque médiévale, un des principaux axes marchands de la ville d'Angers. Elle se trouvait autrefois au croisement de deux rues étroites, bordées de maisons à pans de bois.

## Histoire

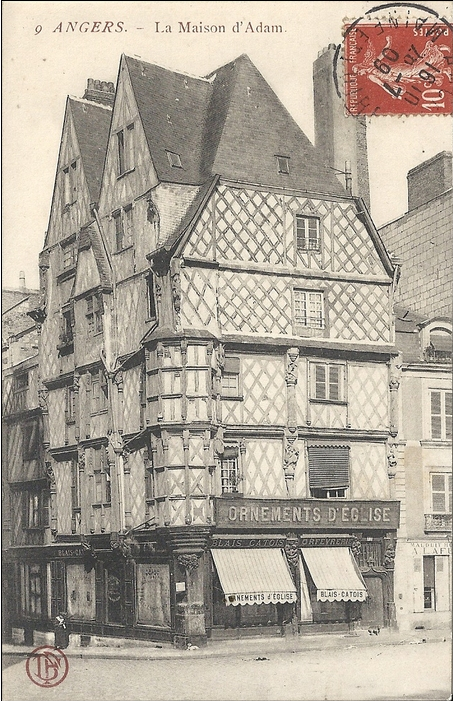
Maison d'Adam au début du XXe siècle, avant les travaux de restauration.

Le terrain appartient depuis au moins le début du XVe siècle à la famille Lefèvre. En 1415, Pierre Lefèvre déclare au chapitre Saint-Maurice un logis ou « grande maison » dite du Minage. La date de construction de la maison actuelle a été déterminée par dendrochronologie. Elle aurait été construite peu après 1491. Selon les archives, c'est un apothicaire, Jean Lefèvre ou Jean Lebreton, qui aurait commandité la construction. Elle se trouve toujours dans le giron de la famille en 1526, date à laquelle Renée Lefèvre s'en déclare propriétaire.
Vers 1544, elle devient propriété de Jacques Richard, marchand et notable d'Angers. À cette époque, la maison est reliée à celle du 17, rue Montault, également propriété de Jacques Richard. Elle sera par la suite occupée par plusieurs notables d'Angers : Jean Jolivet, marchand de drap de laine, vers 1686 et Michel Adam, gendre de Jean Jolivet, marchand de draps de soie.
À la Révolution, les révolutionnaires détruisent les figures d'Adam et d'Ève avec le serpent, ne laissant en place que le pommier. En 1834, un chroniqueur, Jacques-André Berthe, évoque l’intérêt architectural de la maison et y déplore les vandalismes révolutionnaires ainsi que des remaniements effectués depuis les années 1814. Les façades et le bâtiment sont classés monuments historiques par arrêté du 28 septembre 1922. Les remaniements resteront effectifs jusqu'en 1951, date des premiers chantiers de restaurations de l'édifice. En 1990, la maison héberge la Maison des artisans d'Angers.  
Le bâtiment fut restauré en 1994, puis entre 2022 et 2025,. Cette dernière rénovation, pilotée par Soclova, a coûté 3 millions d'euros. 

## Description architecturale

### Architecture
Le bâtiment est constitué d'un rez-de-chaussée surmonté de trois étages, plus deux étages de combles, pour un total de six niveaux. S'y trouve, en complément, un sous-sol voûté en berceau. Elle occupe un terrain d'angle de 8 mètres sur 10.
Sur la façade principale, place Sainte-Croix, elle est constituée d'un large pignon. La toiture se constitue de deux longs pans sur l'un desquels s'appuient deux grandes lucarnes monumentales, rue Montault.
La façade en pan de bois, est décorée de nombreuses sculptures est constituée d'un panneautage à losange dont les hourdis étaient, à l'origine, constitués de briques.

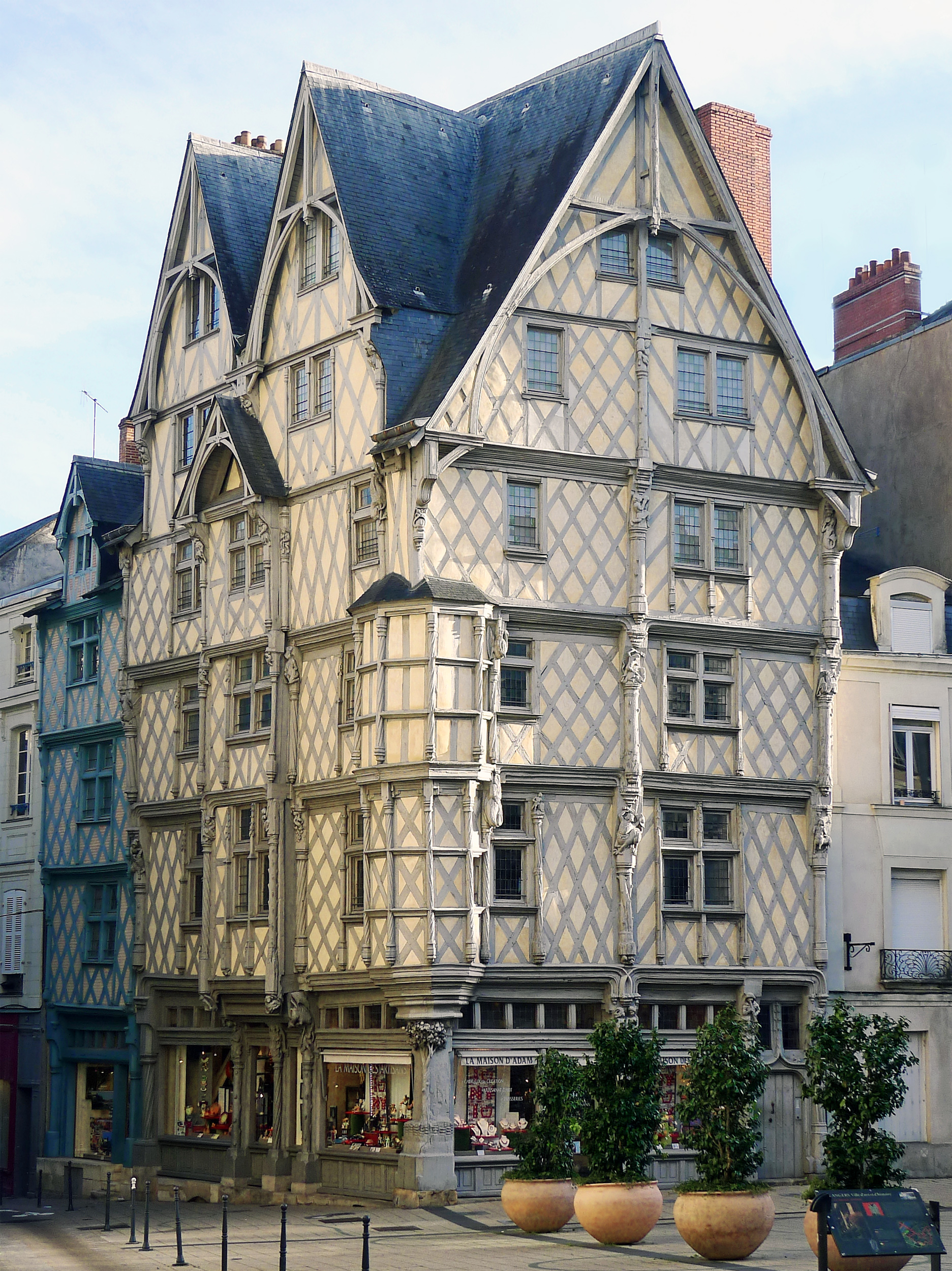
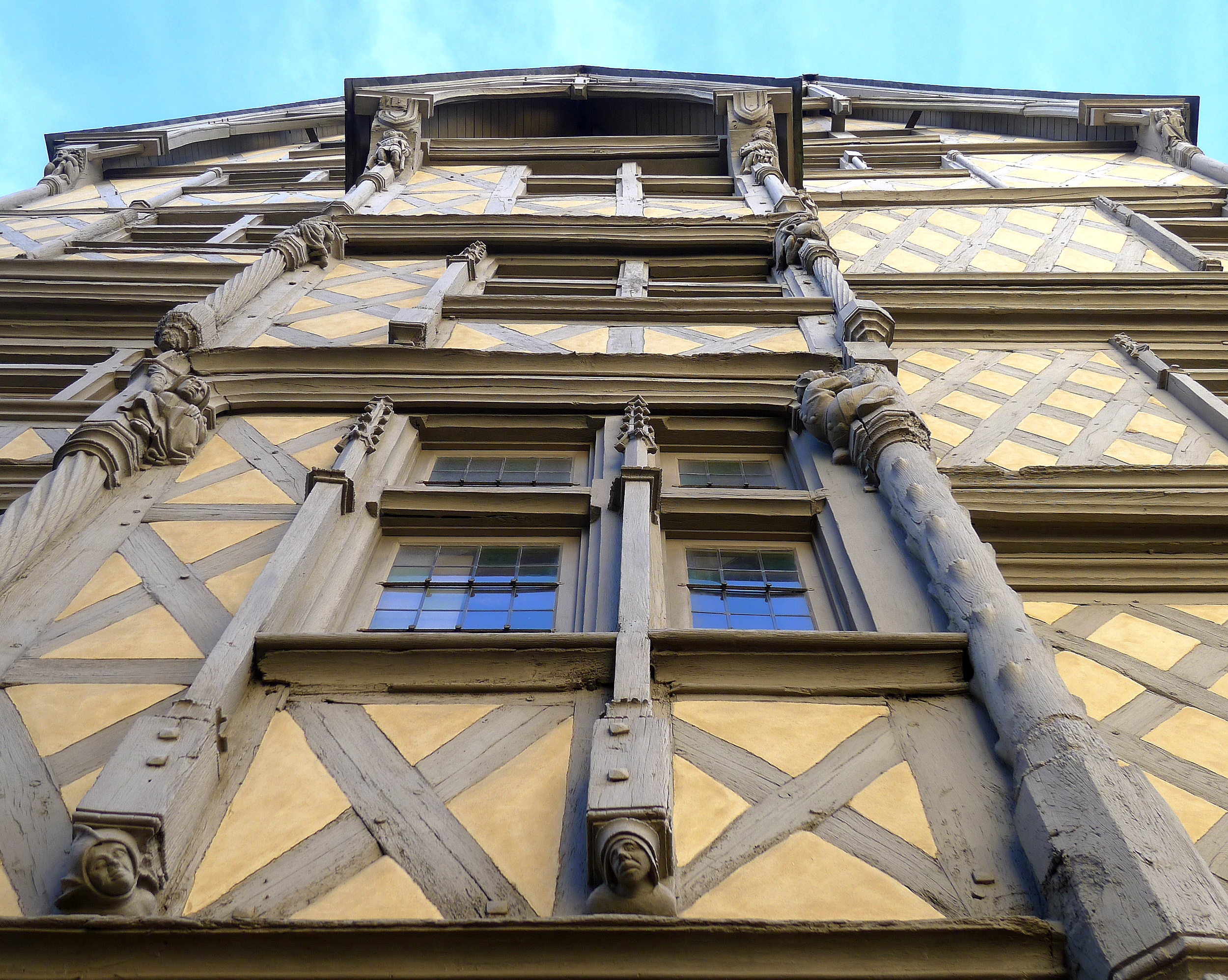
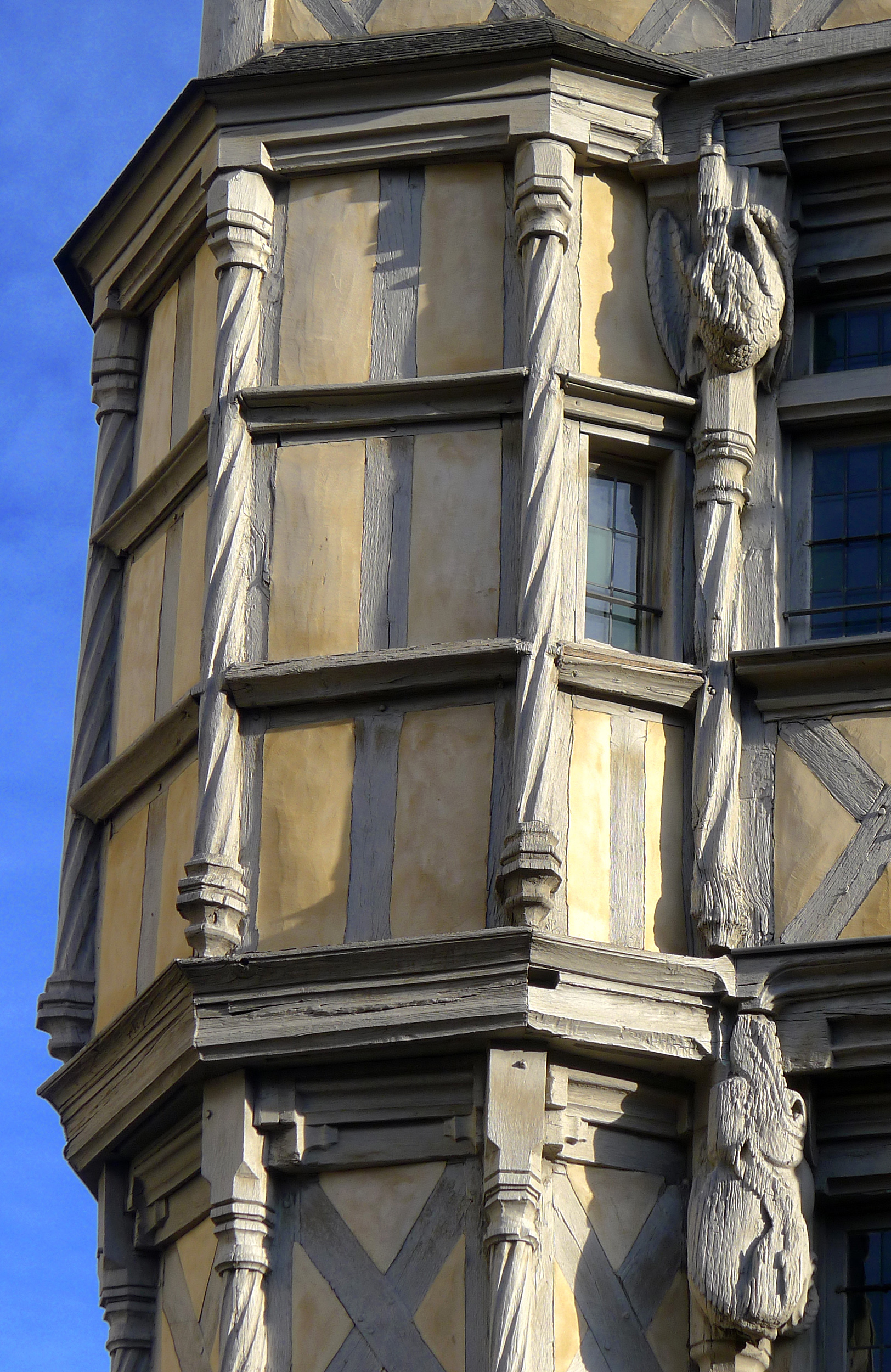

### Décors
Le style architectural est représentatif des belles demeures à pans de bois, des riches marchands de la fin du XVe siècle : 
- façade sculptée à colombages ;
- profusion de poutres sculptées ;
- une sculpture soutient sa tourelle d'angle, représentant un « arbre de vie » autour duquel il y aurait eu autrefois les personnages d'Adam et Ève ;
- nombreuses sculptures extérieures religieuses ou profanes ;
- nombreux personnages pittoresques, tels un couple d'amoureux, un centaure ou encore le père Tricouillard, un plaisantin au pantalon baissé.

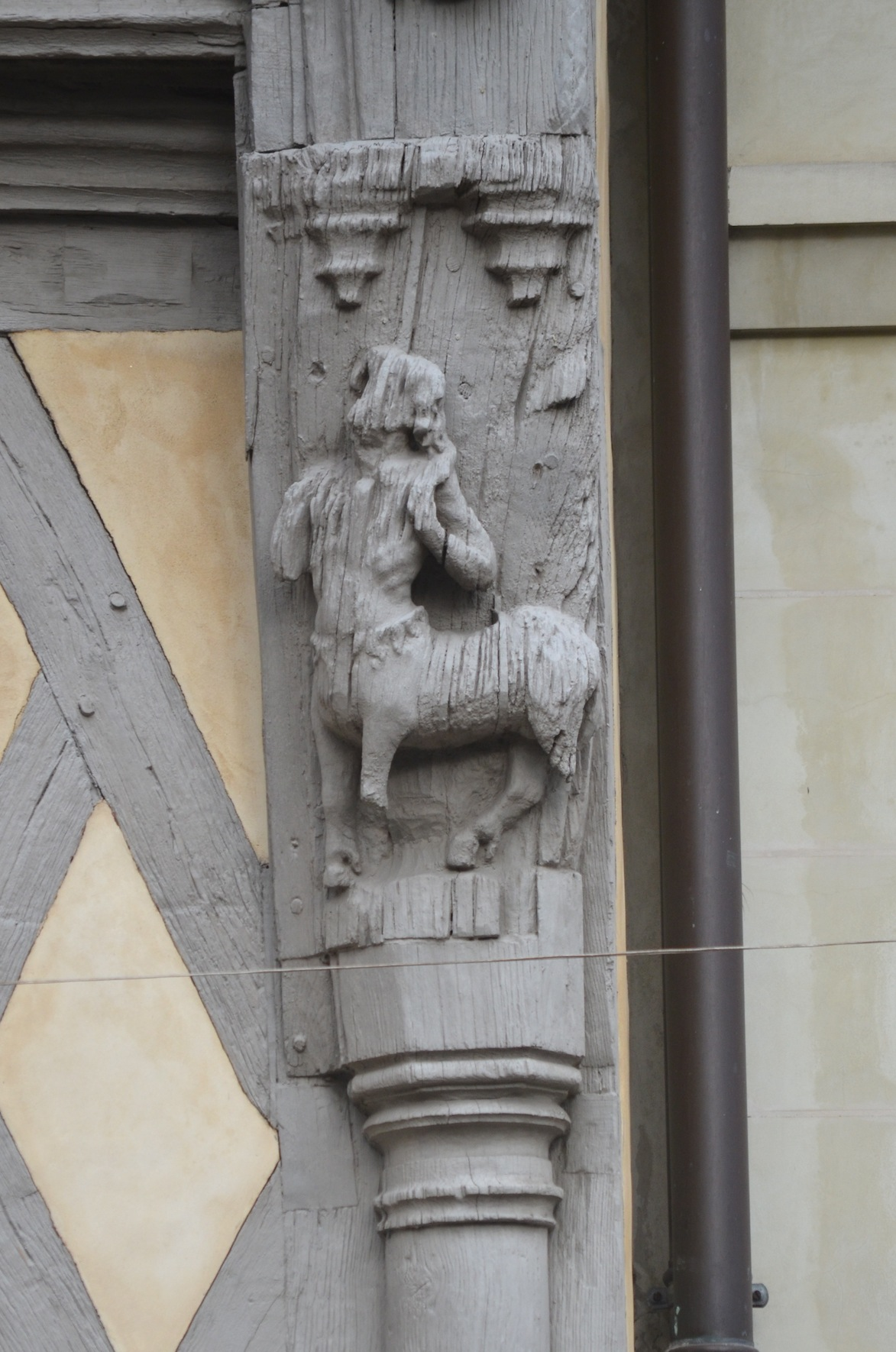
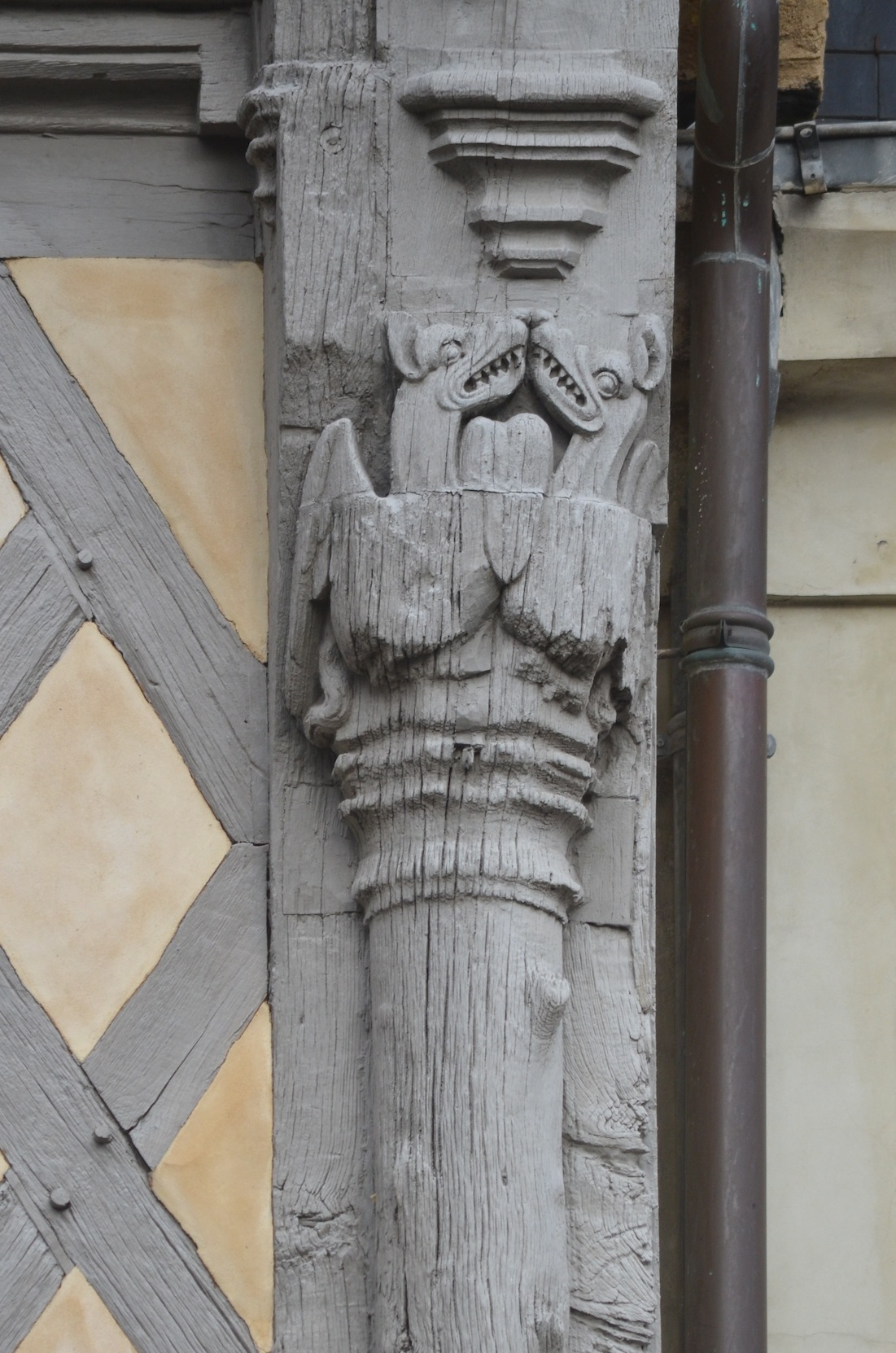
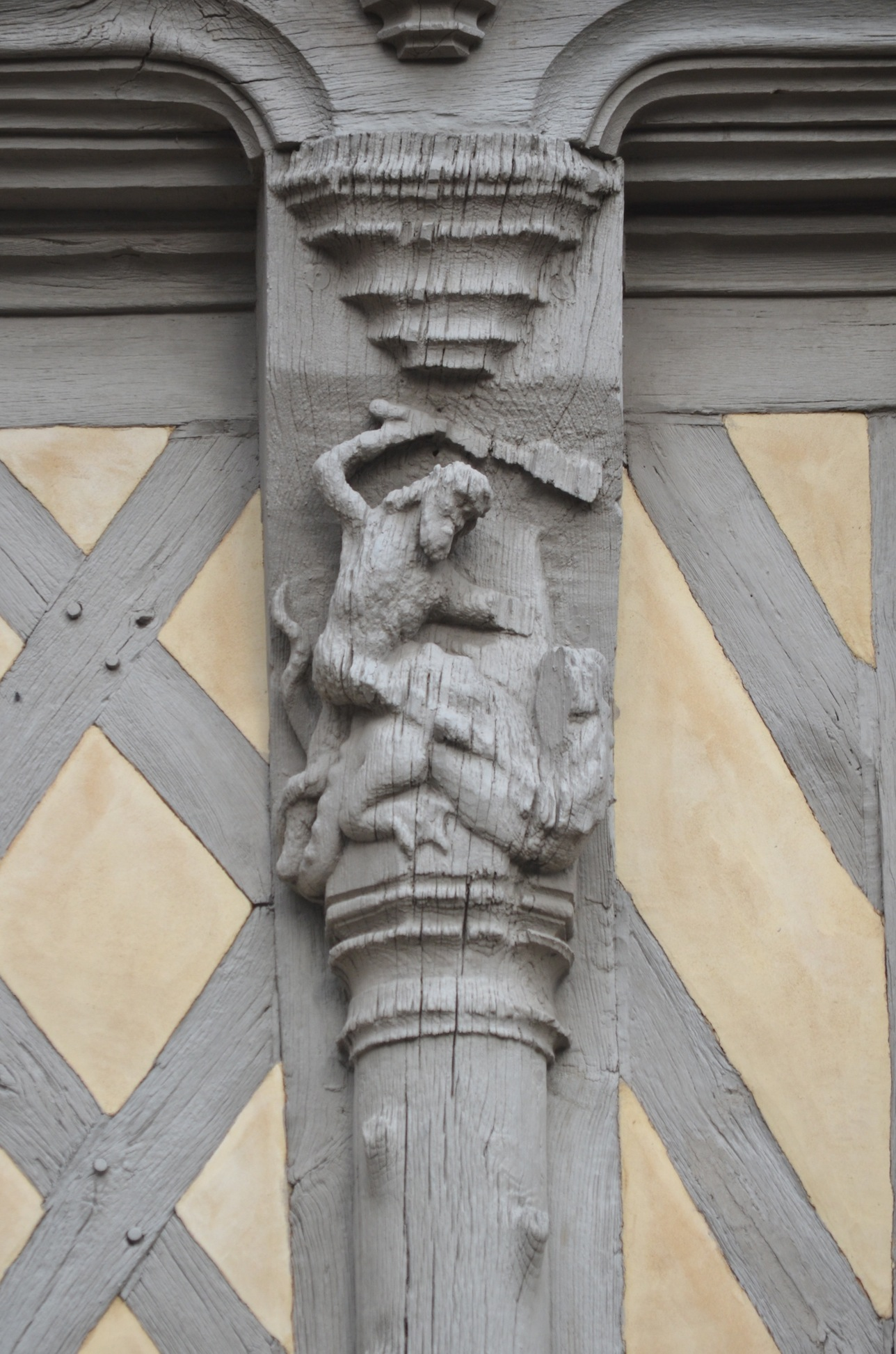
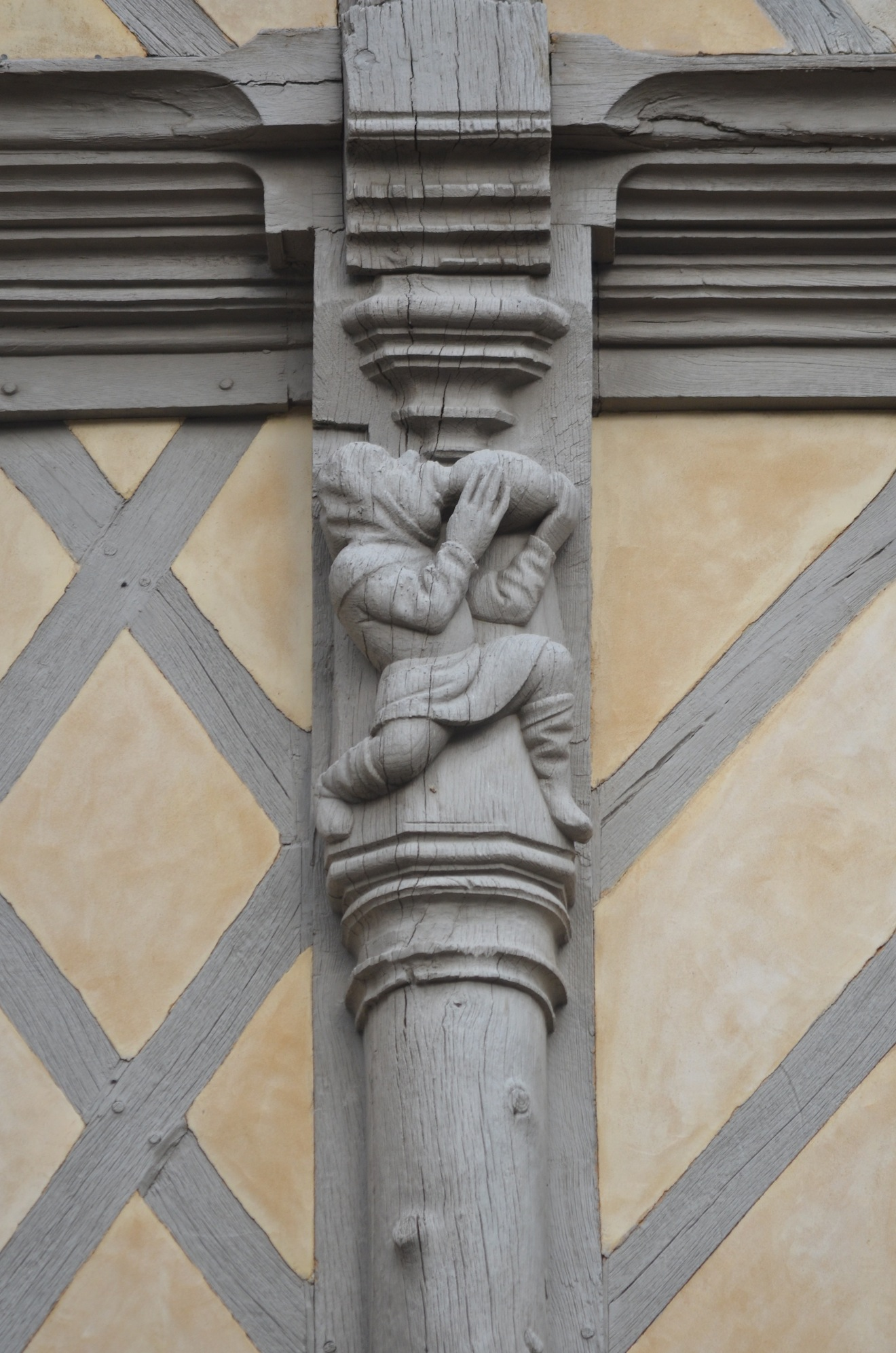
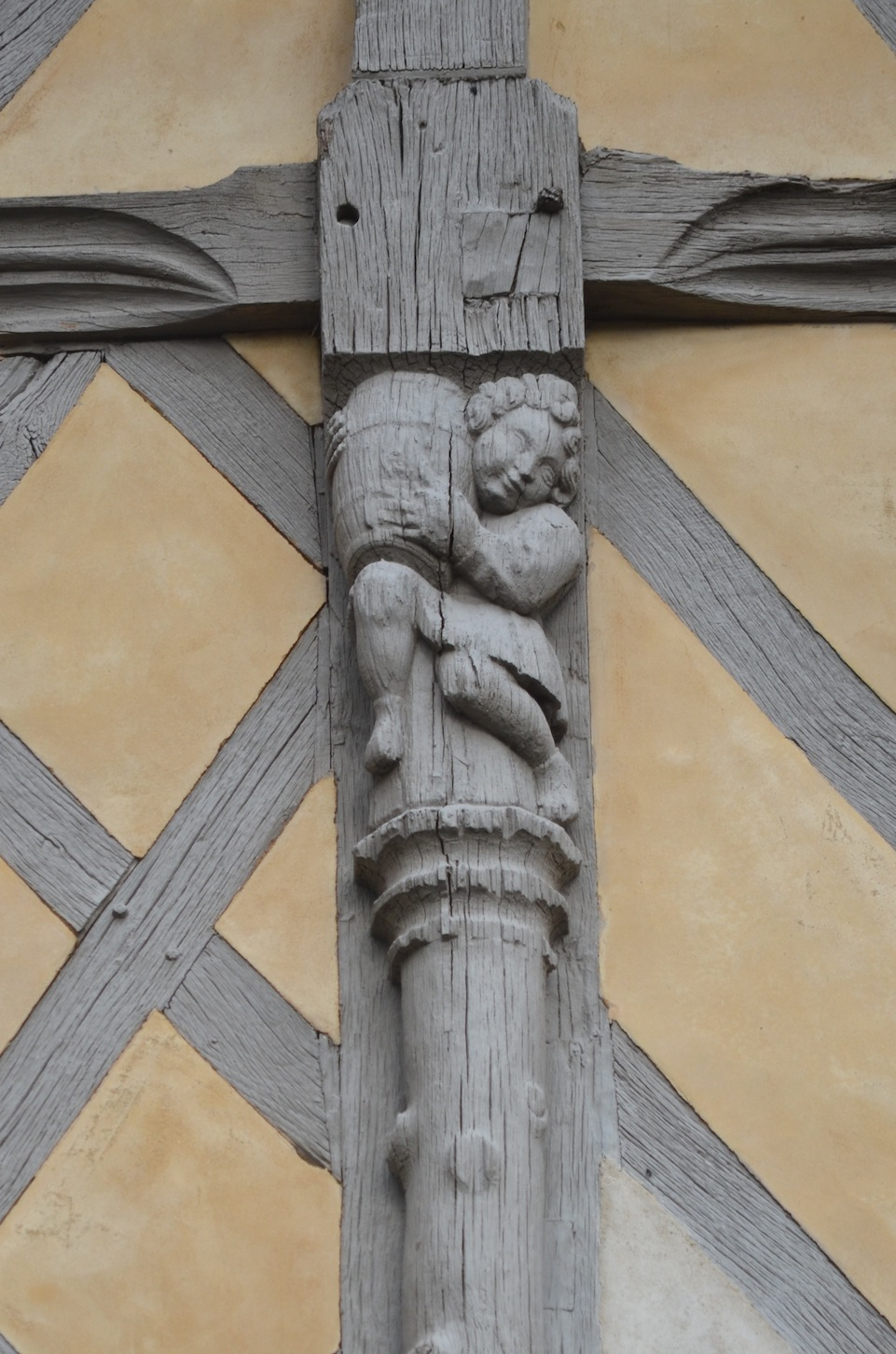
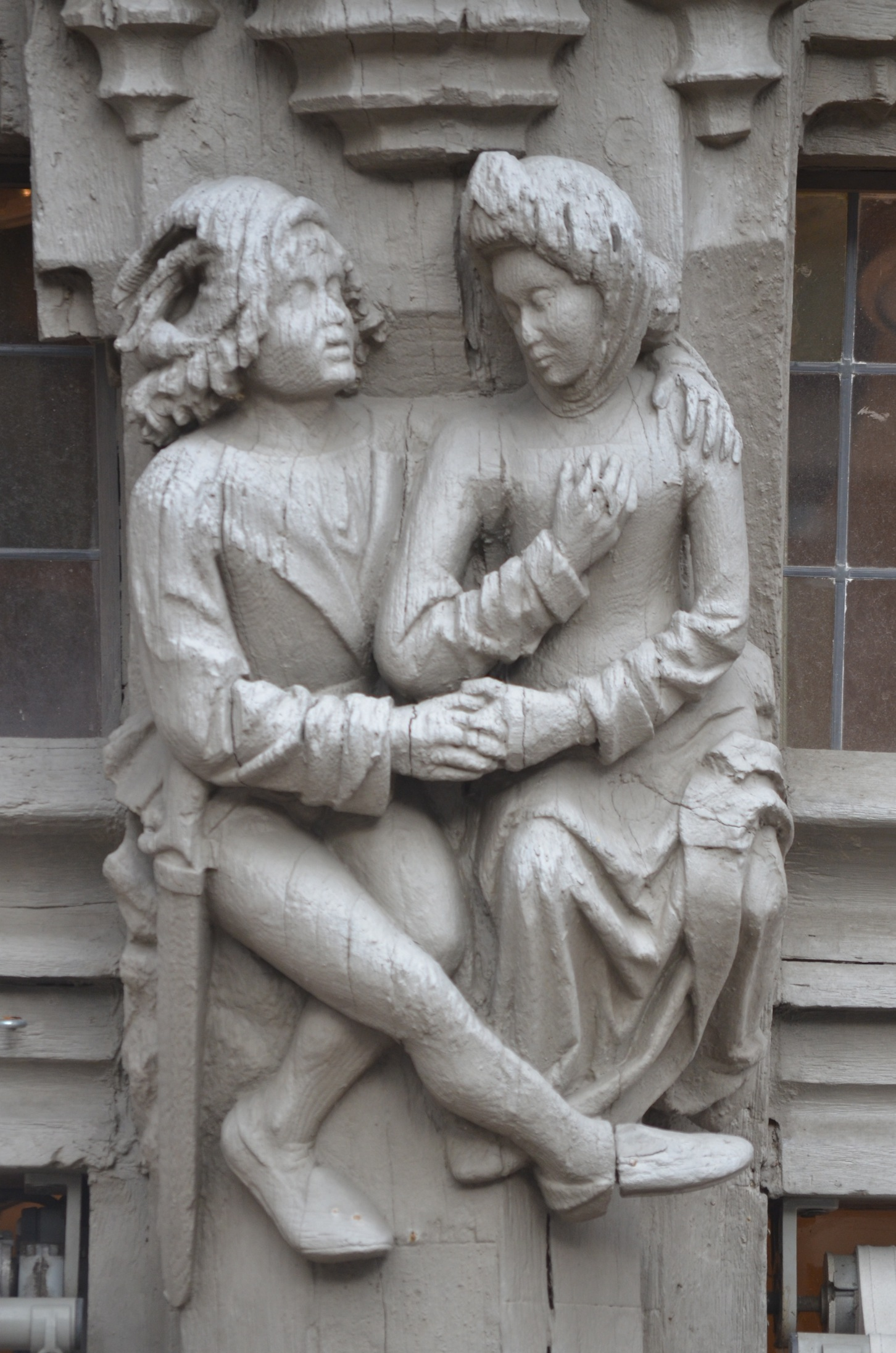
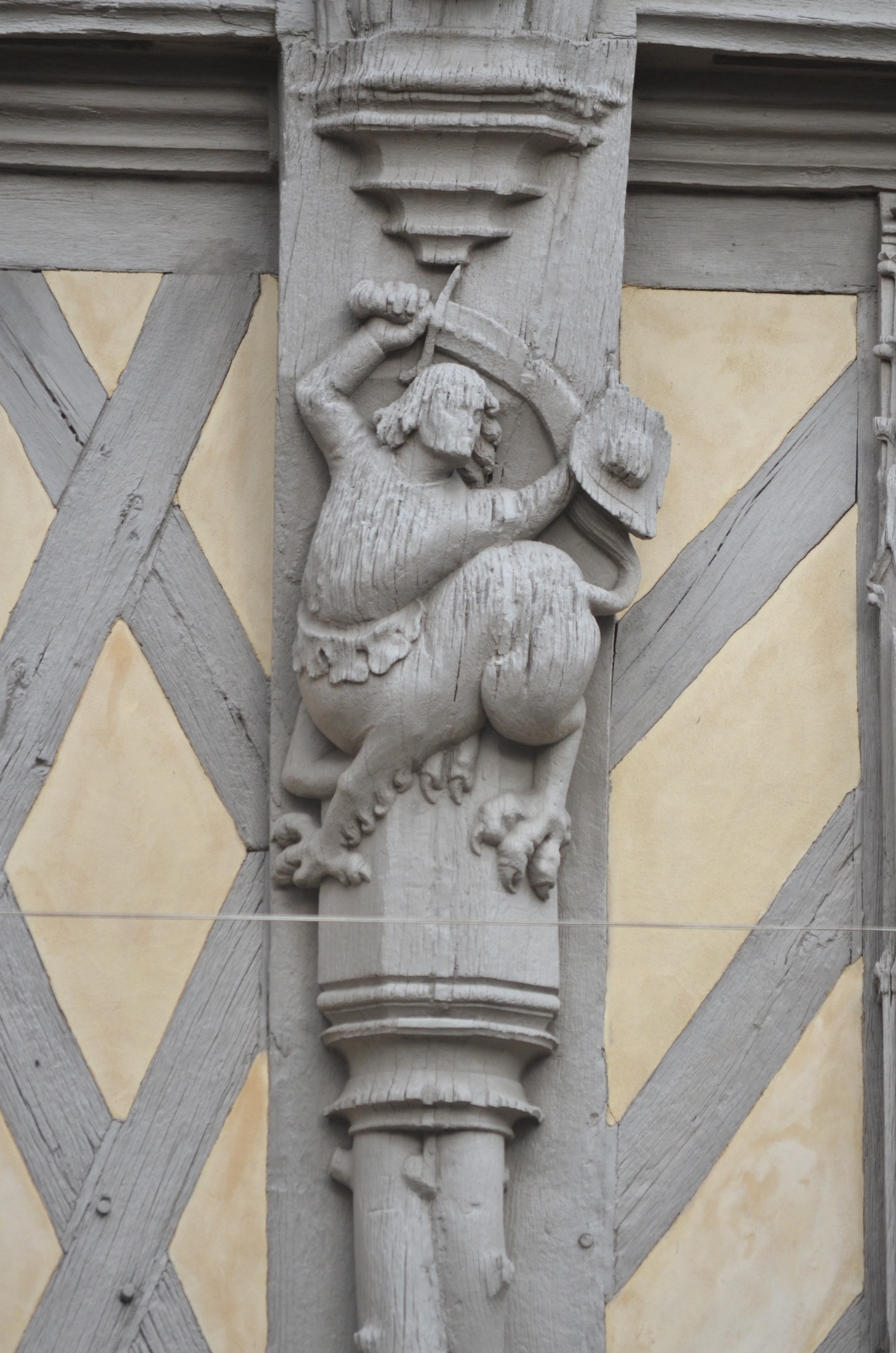
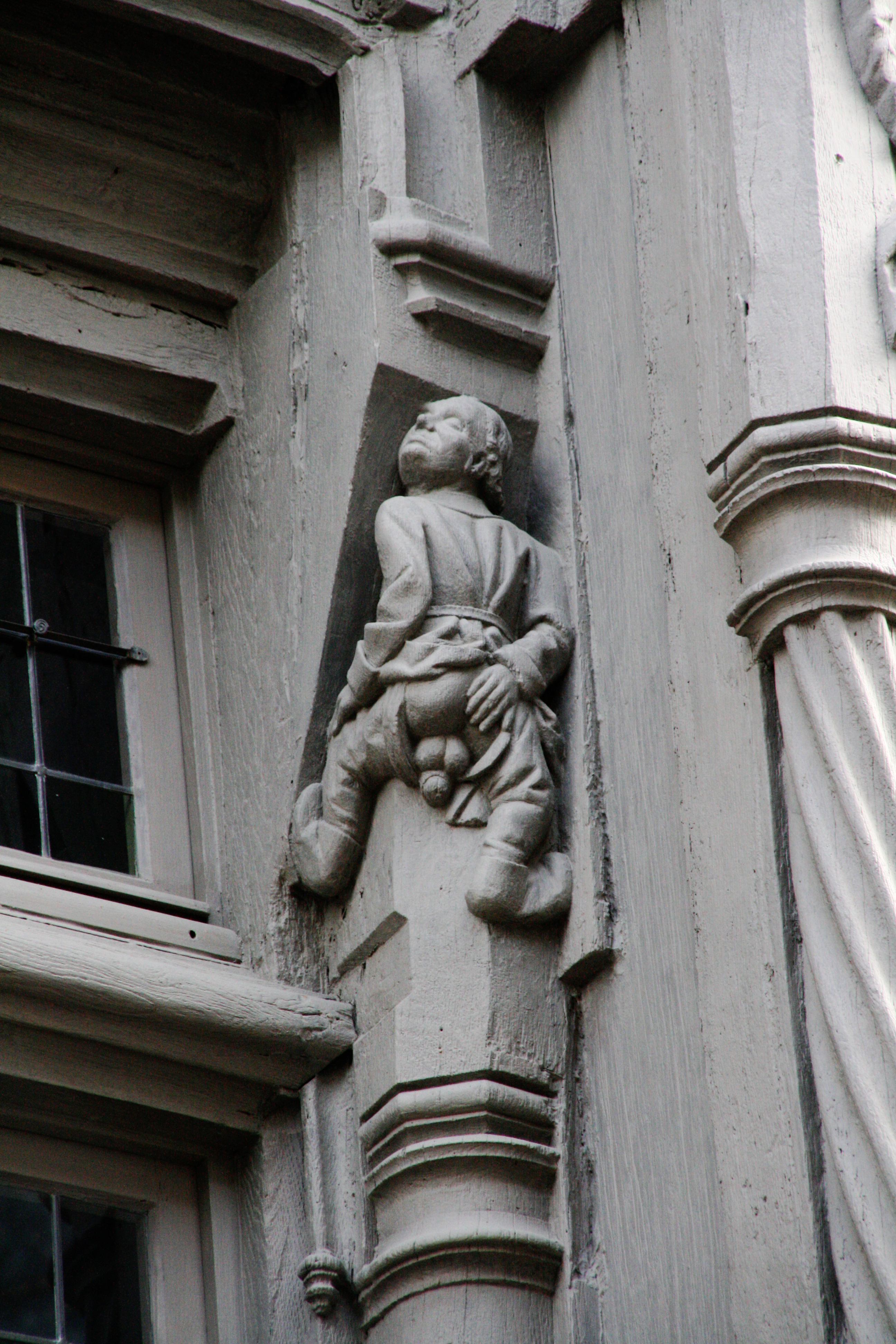
Le père Tricouillard.
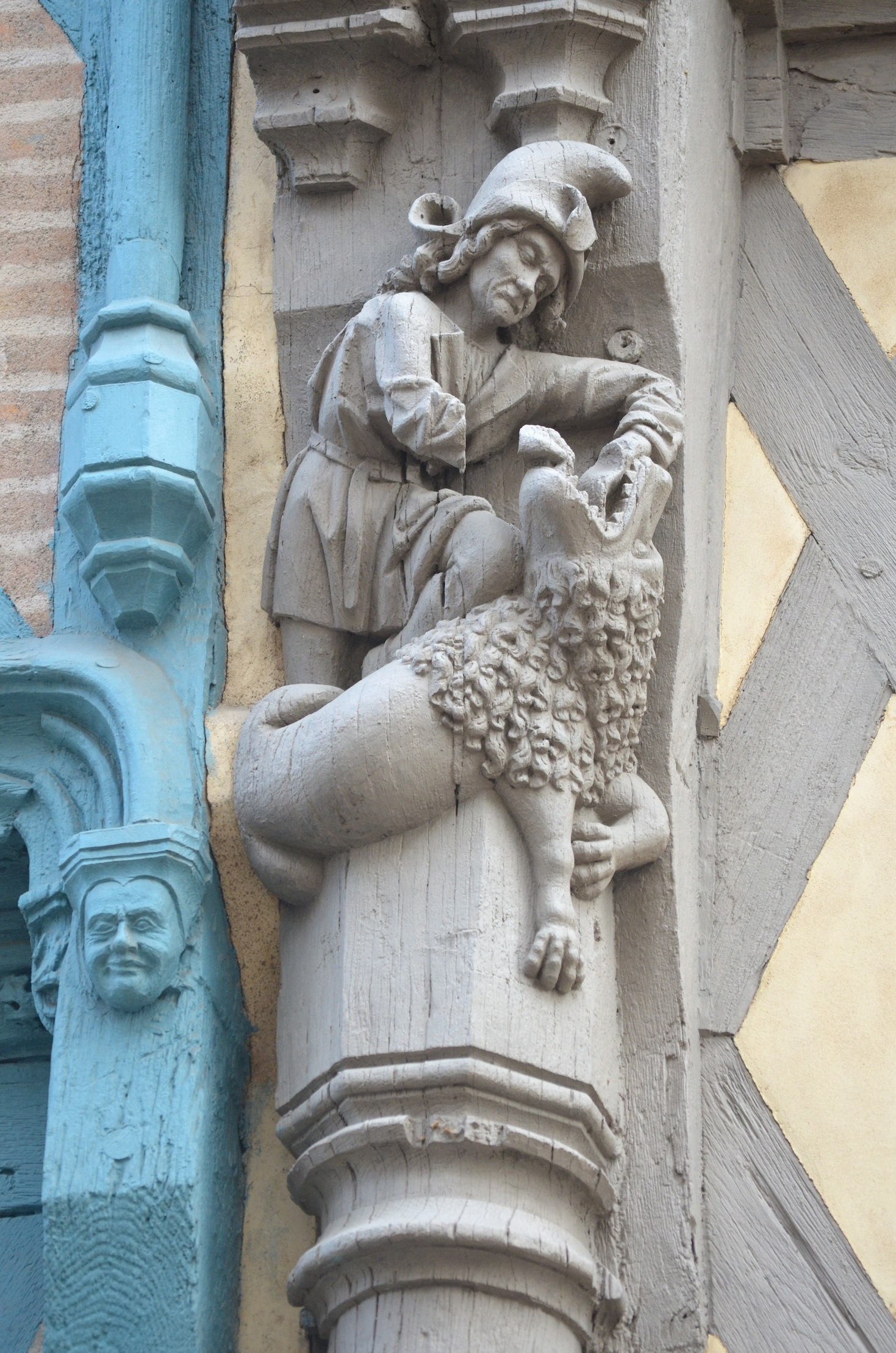
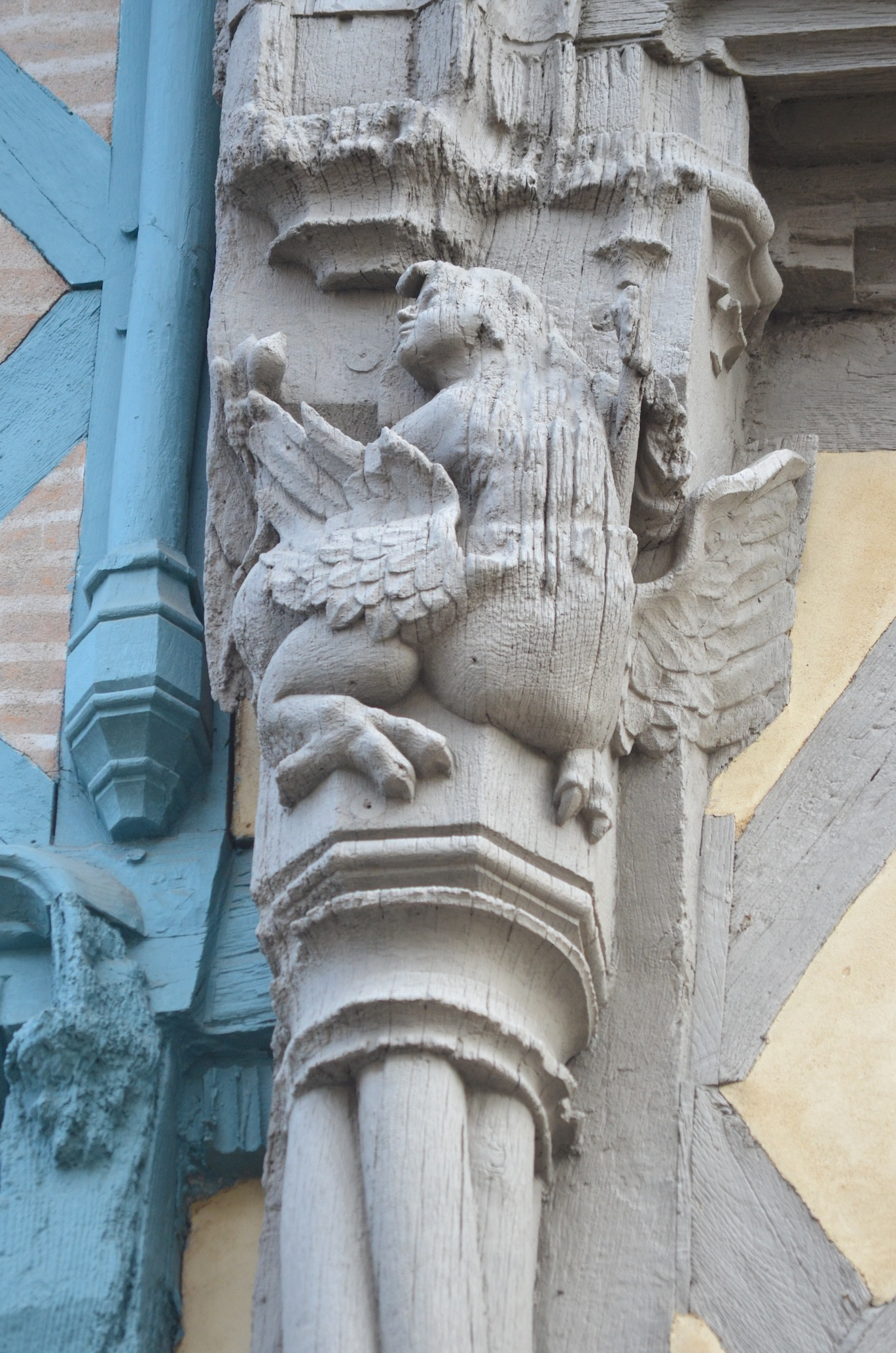
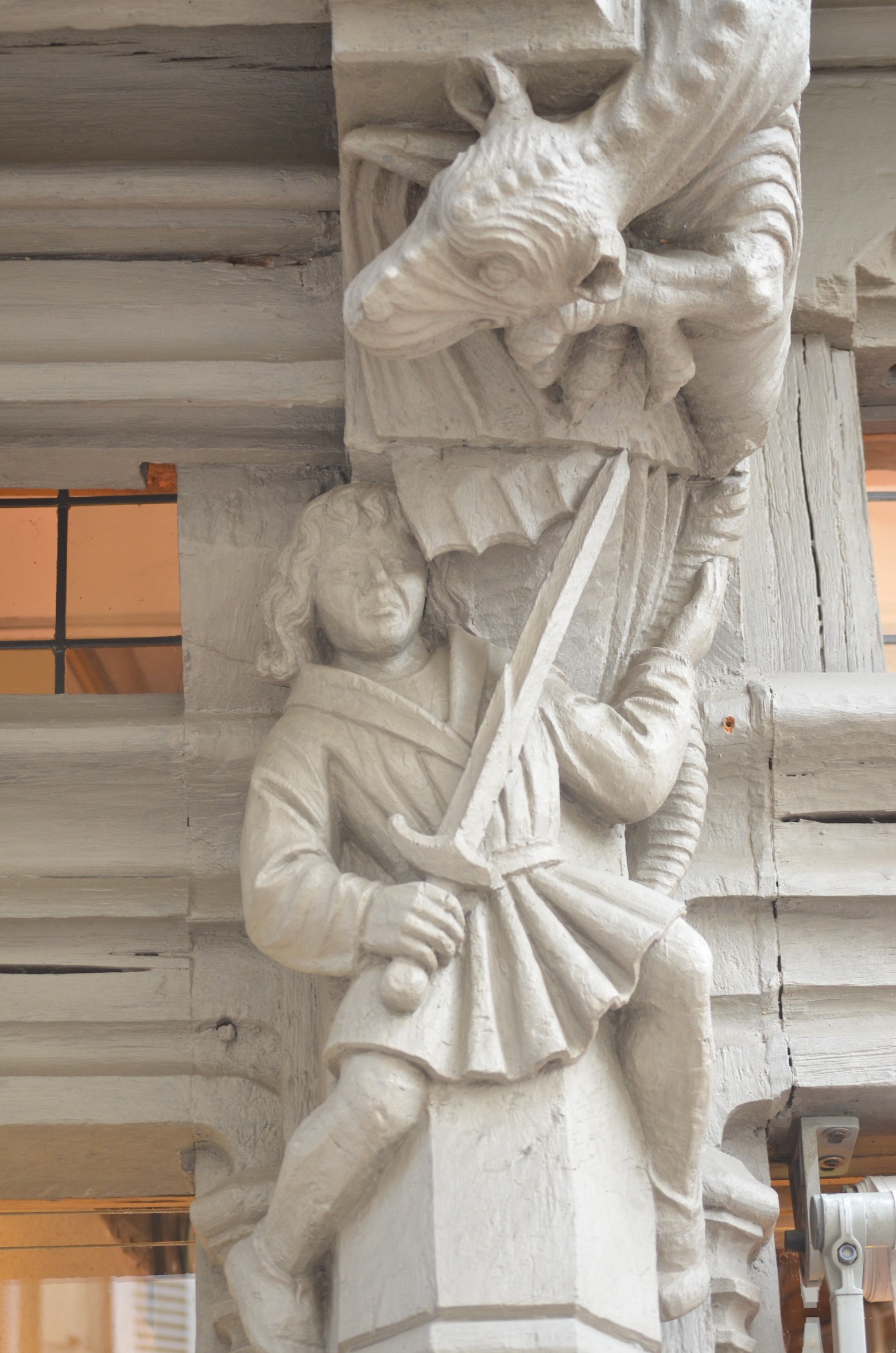
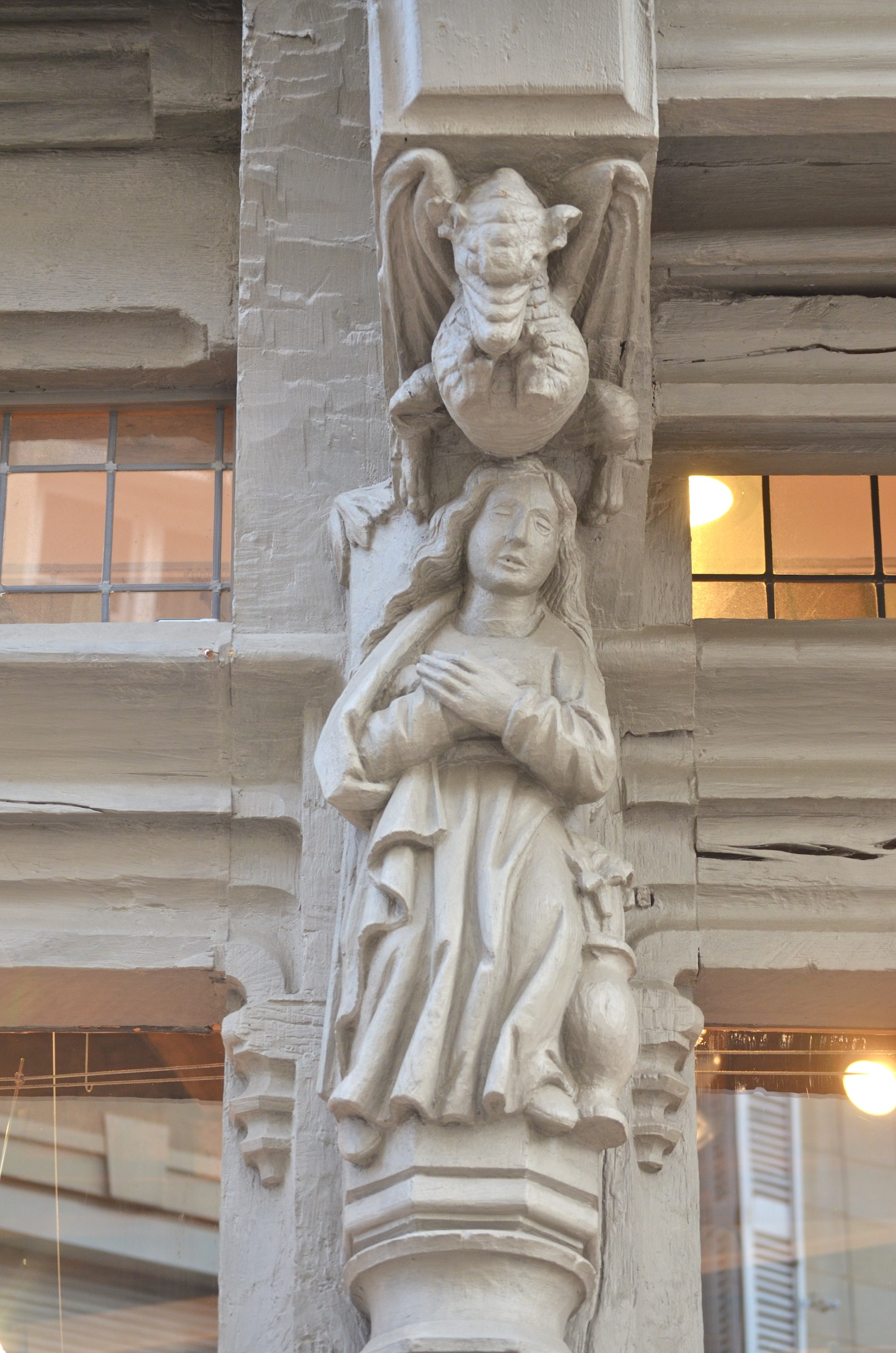
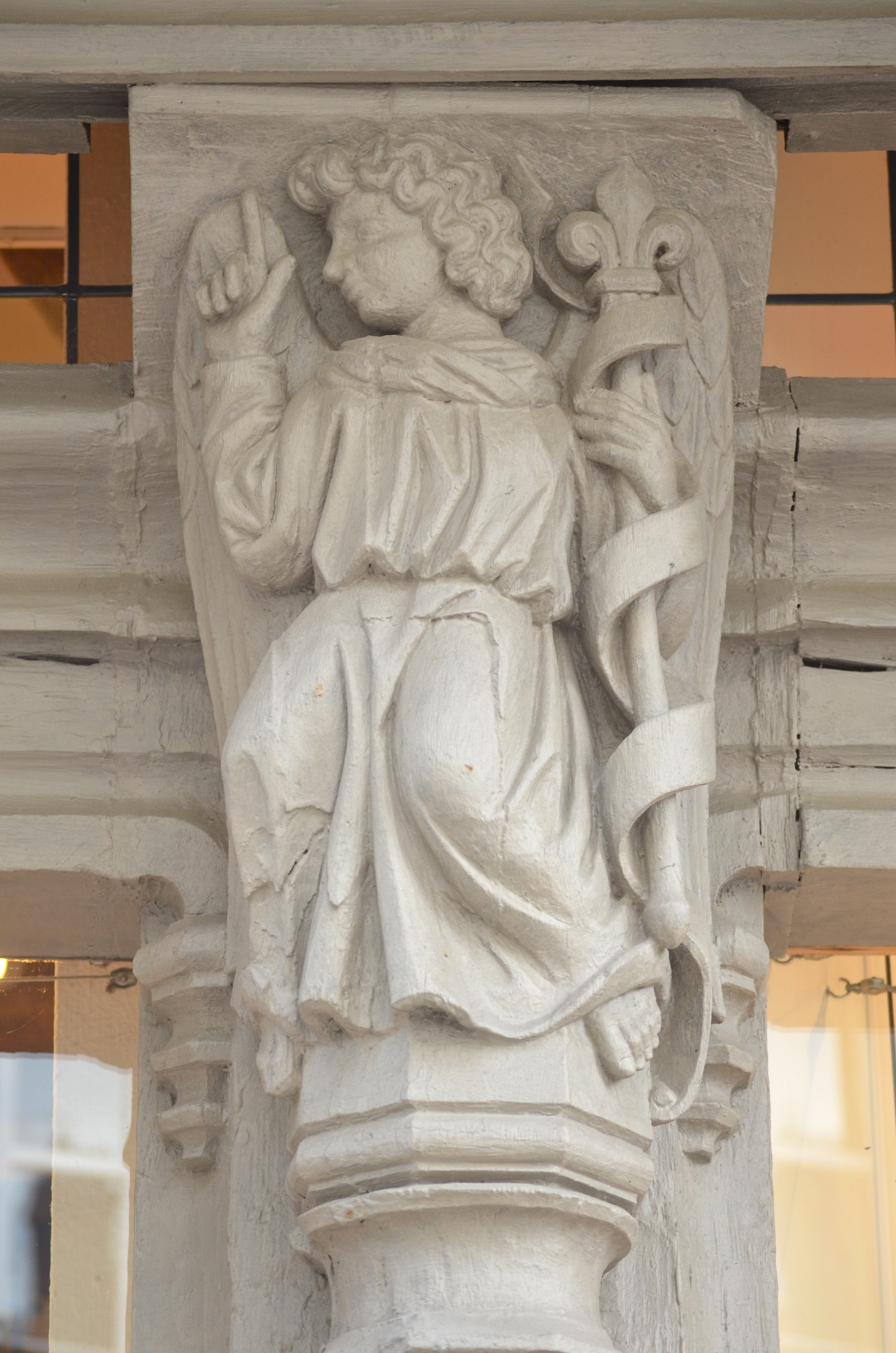
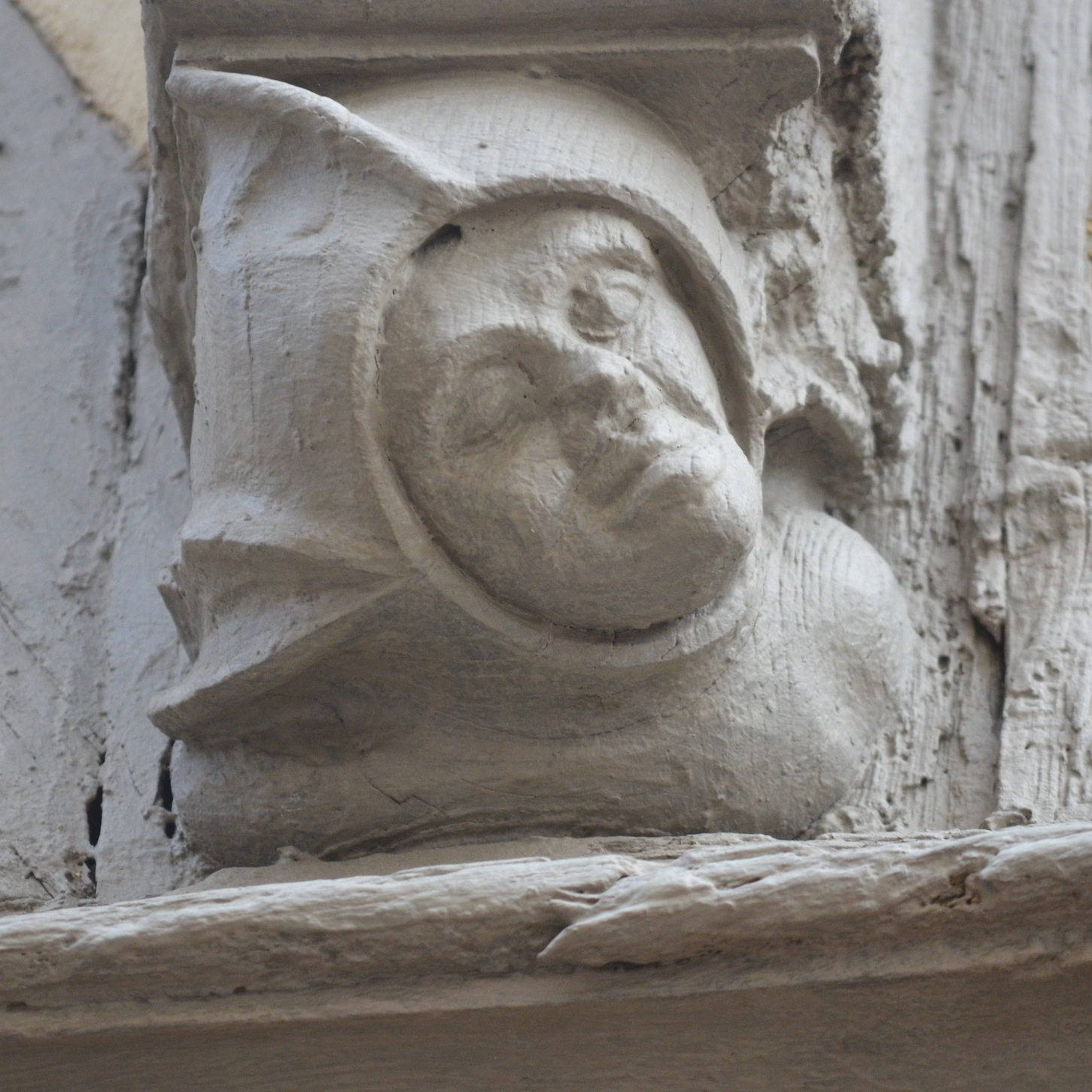
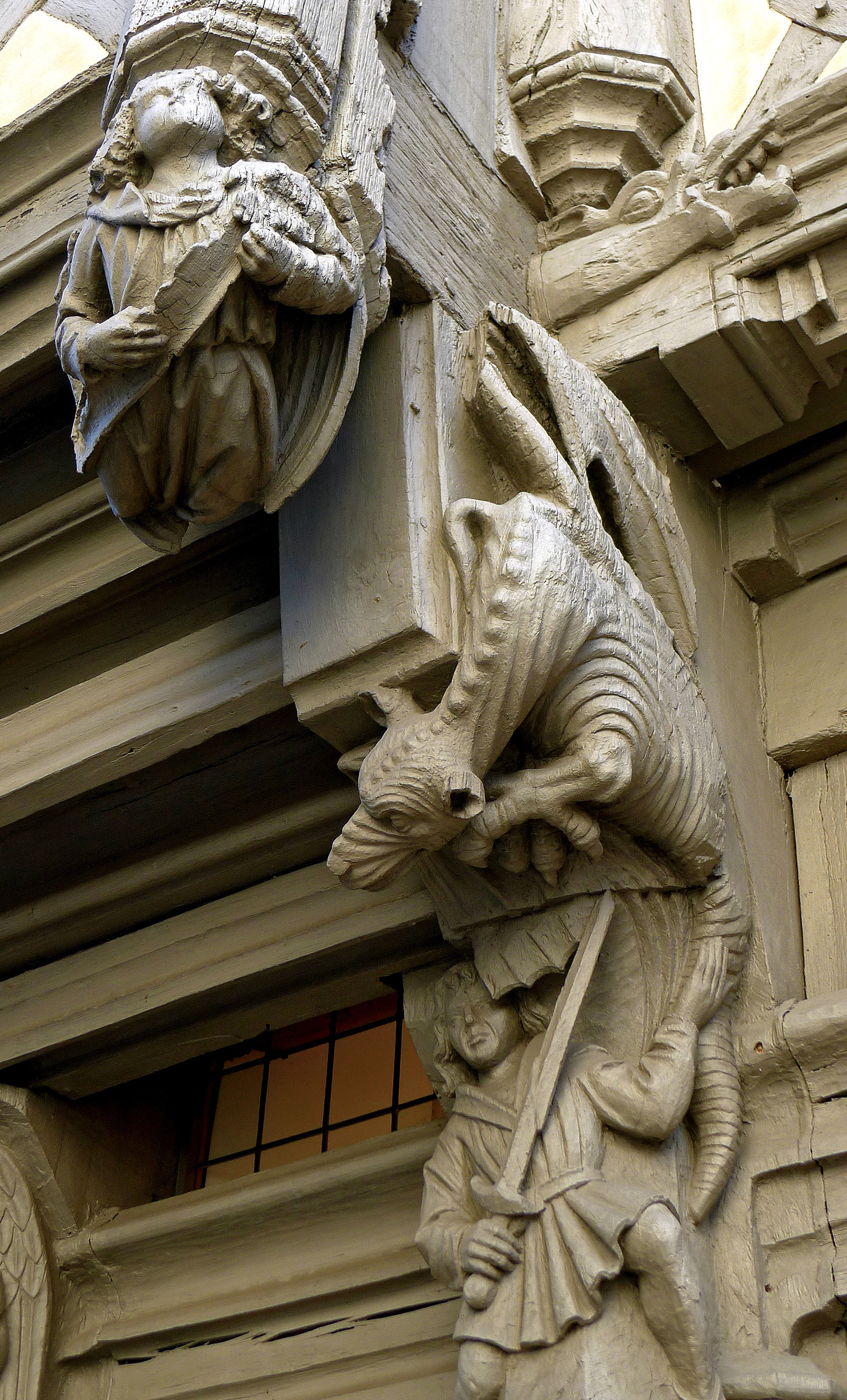
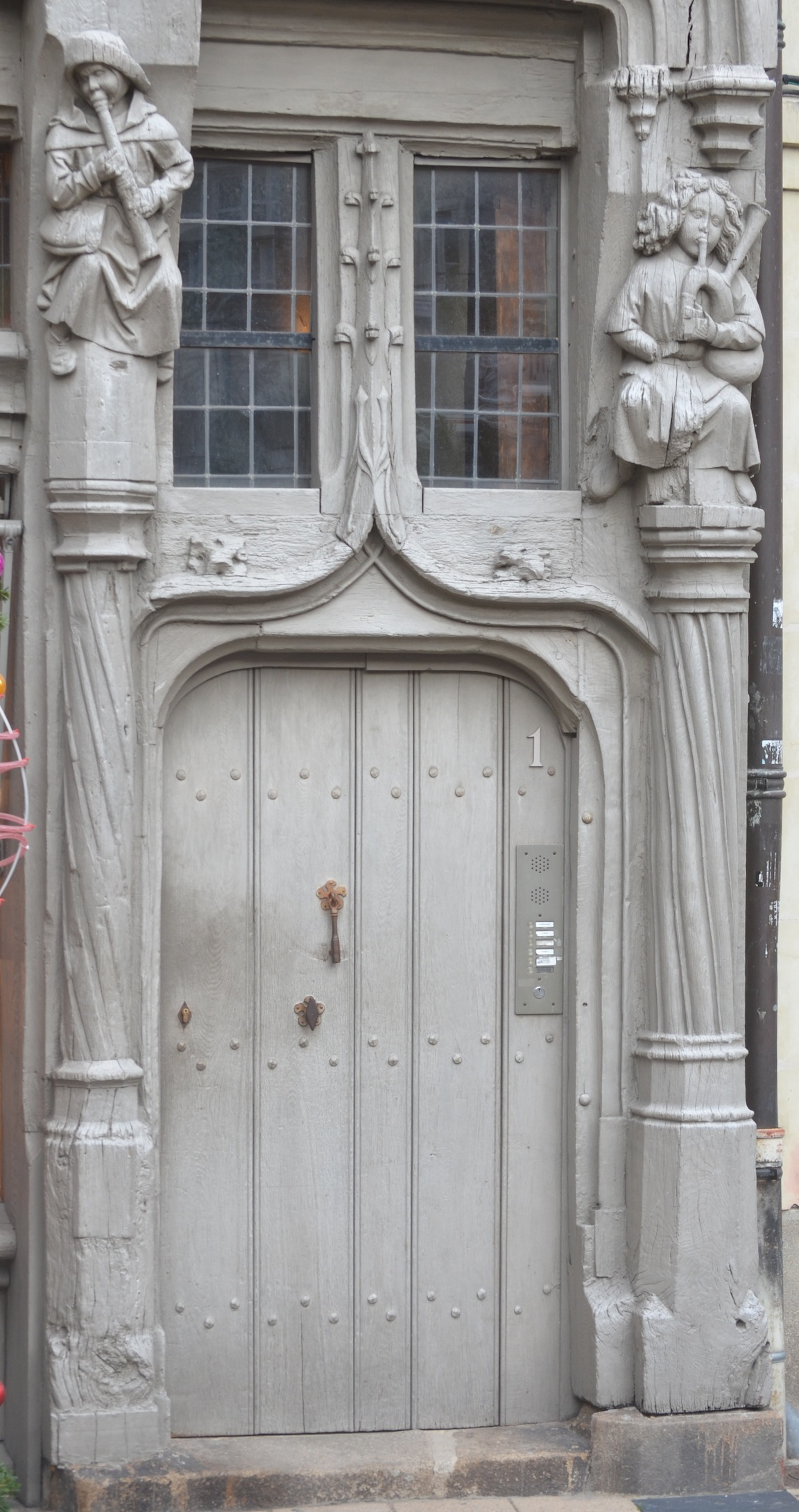
L'une des portes de la maison.
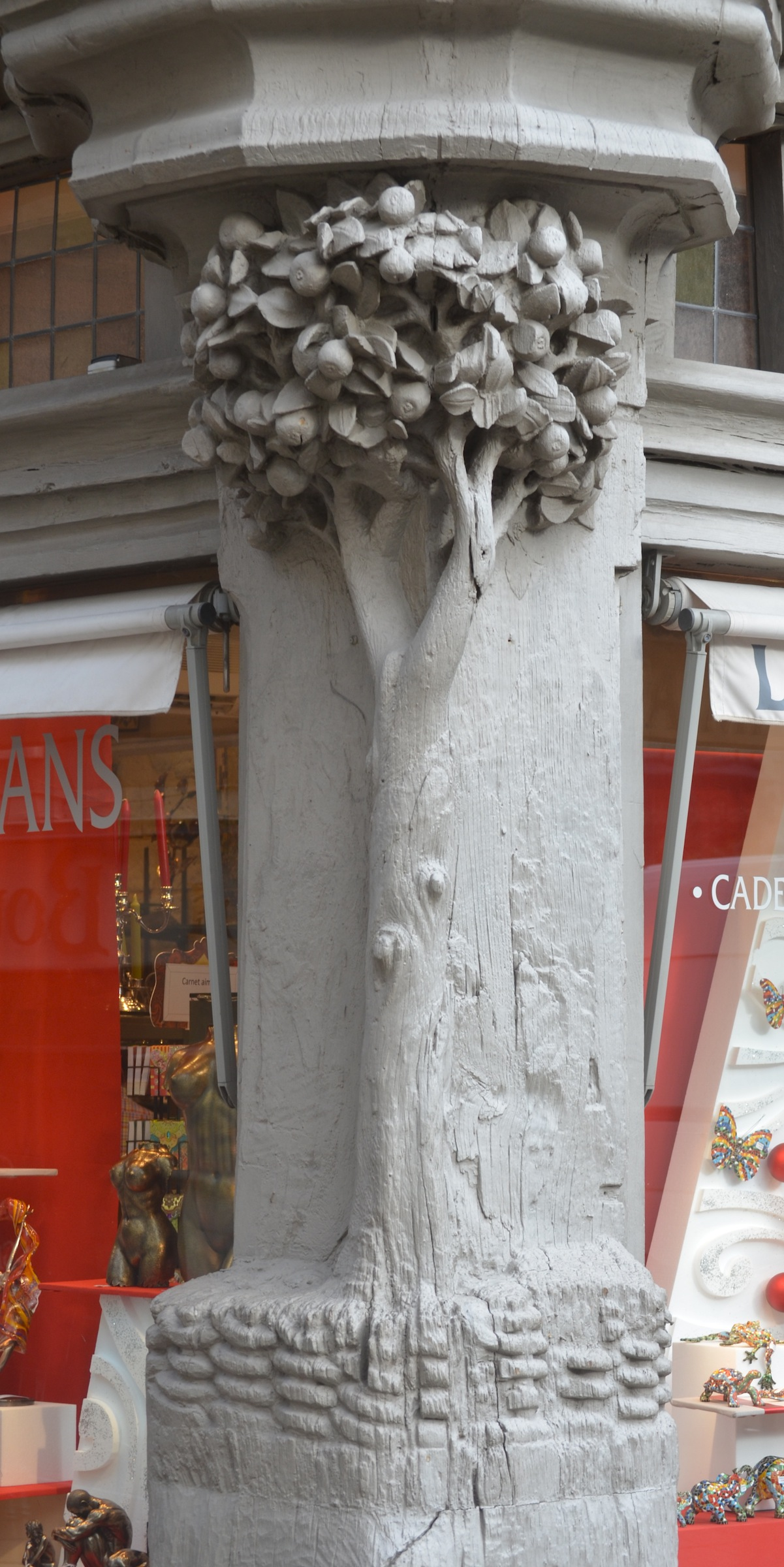
L'arbre de vie.
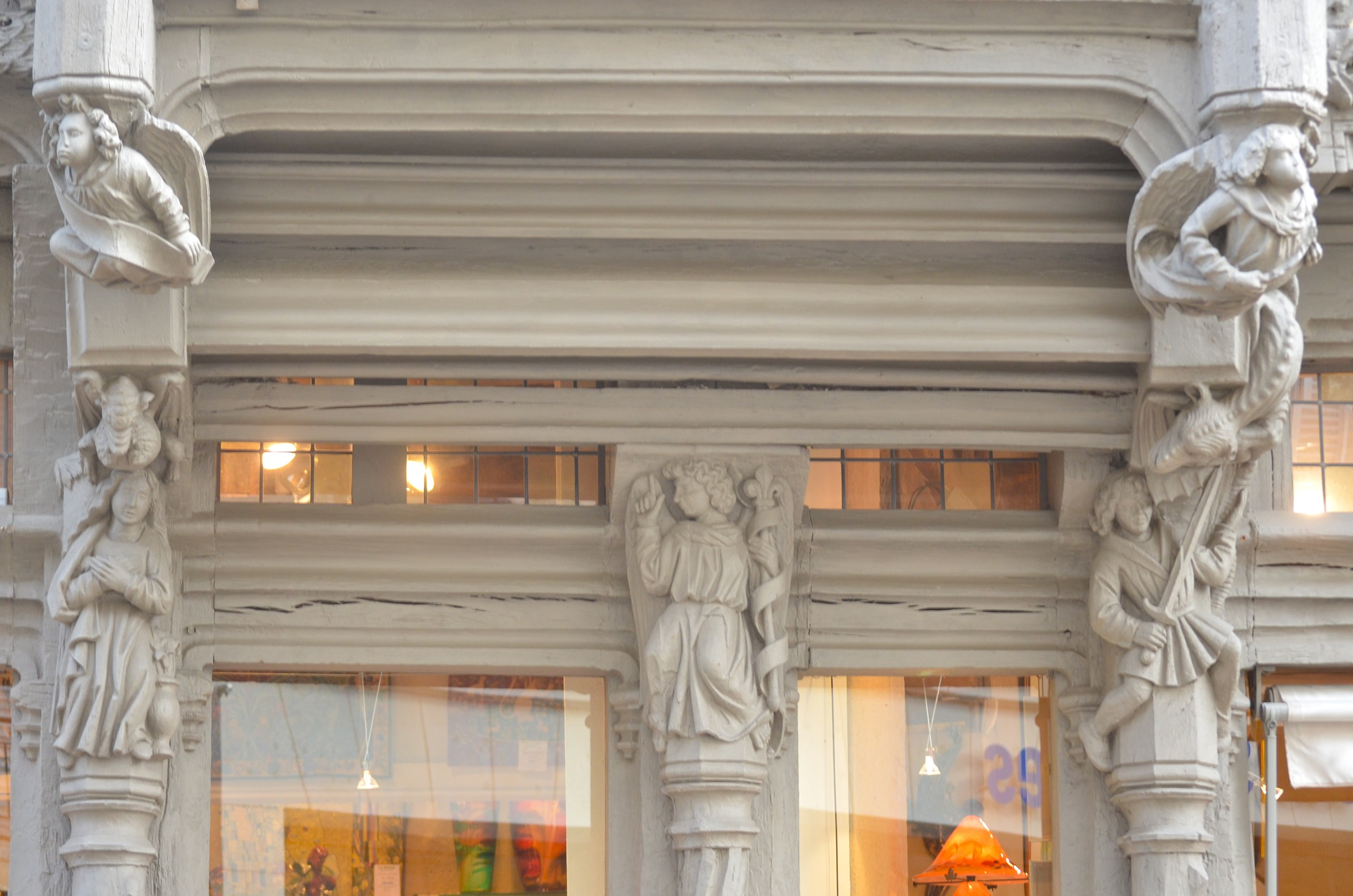
L'encadrement d'une fenêtre de la maison.